# Bourran
Bourran település Franciaországban, Lot-et-Garonne megyében. Lakosainak száma 612 fő (2022. január 1.). Bourran Galapian, Aiguillon, Clairac, Lacépède, Lafitte-sur-Lot, Nicole és Saint-Salvy községekkel határos.

## Népesség
A település népességének változása:
| Lakosok száma | 661  | 608  | 613  | 609  | 588  | 607  | 616  | 613  | 611  | 612  |
|               | 1968 | 1982 | 1990 | 2006 | 2013 | 2015 | 2017 | 2019 | 2020 | 2022 |